# Ceratozamia mirandae
Ceratozamia mirandae Vovides, Pérez-Farr. & Iglesias, 2001 è una pianta appartenente alla famiglia delle Zamiaceae e diffusa negli stati di Chiapas e Oaxaca, in Messico.
Il suo epiteto specifico è in onore del botanico messicano Faustino Miranda.

## Descrizione
È una pianta di media grandezza, con fusto cilindrico lungo 32–105 cm, di 19,4–28 cm di diametro e ricoperto da catafilli tomentosi.
Le foglie pennate, lunghe 115–189 cm, sono disposte a corona sul fusto e sono presenti in un numero variabile da 6 a 23. Ciascuna foglia è provvista di 49-82 paia di foglioline lunghe 26,5–45 cm e disposte sul rachide in modo opposto. Sia il picciolo che il rachide sono provvisti di piccole spine che tendono a scomparire verso l'apice.
È una specie dioica, con coni maschili di forma cilindrica, lunghi 26,5–57 cm e con un diametro di 4,2-7,7 cm. I coni femminili sono lunghi 26–48 cm e hanno un diametro di 8,2-12,7 cm. Entrambi sono dotati di un peduncolo tomentoso. Tanto i macrosporofilli quanto i microsporofilli sono disposti a spirale sui rispettivi coni e sono dotati di due caratteristiche proiezioni cornee.
I semi, di forma ovoidale, sono lunghi 2,3-2,7 cm e sono ricoperti da un tegumento bianco, che diventa color crema quando raggiungono la maturità. Sono piante diploidi con 8 coppie di cromosomi.

## Distribuzione e habitat
È una specie diffusa sui monti della Sierra Madre de Chiapas, nello stato di Chiapas, in Messico. Occasionalmente la si trova anche nello stato di Oaxaca.
Cresce su terreni scoscesi, ricchi di humus e in prevalenza acidi, da 900 ai 1 300 metri di altitudine. La vegetazione dominante in questi habitat è costituita da foreste di pini e querce.

## Tassonomia
Assieme a C.norstogii e C.alvarezii forma il Ceratozamia norstogii species complex, un gruppo di specie con caratteristiche simili, diffuse nella Sierra Madre de Chiapas.

## Conservazione
La IUCN Red List classifica C. mirandae come specie in pericolo di estinzione (Endangered). Si stima che le popolazioni residue contino un totale di circa 2 000 piante.
La specie è inserita nella Appendice I della Convention on International Trade of Endangered Species (CITES).